# Søren Kragh-Jacobsen
Søren Kragh-Jacobsen (* 2. März 1947 in Kopenhagen) ist ein dänischer Regisseur. Daneben war Kragh-Jacobsen auch als Musiker, Komponist, Drehbuchautor, Produzent und Fernsehmoderator tätig.

## Leben
Søren Kragh-Jacobsen studierte bis 1970 Regie an der Filmhochschule FAMU in Prag. Anschließend arbeitete er für die Kinder- und Jugendabteilung des Dänischen Fernsehens. 1978 debütierte er im Kino mit Willst Du meinen hübschen Bauchnabel sehen?. Der Jugendfilm schildert die Fahrt einer neunten Schulklasse und beschreibt die Gefühle und Sehnsüchte ganz normaler Schüler. 1981 folgte Gummitarzan, die Geschichte eines kleinen Jungen, der wegen seiner körperlichen Schwäche drangsaliert wird. 1984 wendete sich Søren Kragh Jacobsen dem Erwachsenenkino mit Schrei der Dornenvögel zu. Isfugle, wie der Film im Original heißt, ist eine Charakterstudie zweier ganz unterschiedlicher junger Männer Mitte Zwanzig. Mit Goldregen folgte 1987 eine Kriminalgeschichte für Kinder. Die Jungen von St. Petri (1991) zeigt den dänischen Widerstand von 1942 als spannendes Jugenddrama. Der abenteuerliche Überlebenskampf eines Jungen im Warschauer Getto ist der Stoff für den Film Die Insel in der Vogelstraße. Mit dieser Jugendbuchverfilmung wurde Kragh-Jacobsen 1997 erstmals international bekannt. 
Neben Lars von Trier, Kristian Levring und Thomas Vinterberg gehörte Kragh-Jacobsen 1995 zu den Unterzeichnern des Dogma 95-Manifests. 1999 legte er seinen ersten, nach diesen Regeln gedrehten Film vor: In Mifune – Dogma III findet ein Kopenhagener Yuppie nach dem Tod seines Vaters ein von Lügen und Tabus befreites Leben auf dem Land. Der mit viel Sinn für Humor inszenierte Film erinnert sehr an Ingmar Bergmans Komödien und wurde zu einem von Kragh-Jacobsens bekanntestes Werken. 
Wie zuvor in Mifune besetzte Kragh-Jacobsen in Skagerrak (2003) die weibliche Hauptrolle wieder mit Iben Hjejle. Hier überschlagen sich die Ereignisse: Es geht um Liebe, Sex und Tod in dem Drama über zwei junge Frauen, die ohne Geld in einer schottischen Hafenstadt ankommen und daher dem Angebot einer Leihmutterschaft für schottische Adelige nicht abgeneigt sind. 2004 folgte eine mehrteilige Kriminalgeschichte fürs Fernsehen, eine Koproduktion mit 5 Regisseuren: Der Adler – Die Spur des Verbrechens wurde in Dänemark zum „Straßenfeger“, auch das ZDF strahlte den Krimi zur besten Sendezeit aus.
Er ist Regisseur der preisgekrönten Fernsehserie Borgen – Gefährliche Seilschaften (2010).
2008 wurde die Dogma-Bewegung um Kragh-Jacobsen, von Trier, Vinterberg und Levring mit dem Europäischen Filmpreis in der Kategorie Beste europäische Leistung im Weltkino bedacht. Sein Cousin ist der Schauspieler, Regisseur und Drehbuchautor Hans Kragh-Jacobsen.

## Zitate
- Ich arbeite gerne mit Frauen zusammen und habe meist sehr viele in meinem Team. Ich mag ihren Blick auf die Welt, der anders ist als der der Männer.

- Ich versuche meine Filme als kommunikativen Prozess zu gestalten. Ich drehe nicht in Kathedralen, so wie Ingmar Bergman das gemacht hat: Da durfte keiner lachen, trinken, essen, reden oder husten, wenn der Meister sprach. Ich ziehe eine partnerschaftliche Stimmung am Set vor – das gemeinsame Lachen und Überlegen.

(Statements von Søren Kragh Jacobsen im Dezember 2002 nach dem Ende der Dreharbeiten und im Oktober 2003 während der Hofer Filmtage, nach pathefilms.ch)
- Man merkt einfach in der Arbeit, daß „Dogma“ wirklich etwas bringt. Diese Regeln zeigen einem neue Wege. Man beginnt, das Spektakuläre in den kleinen Dingen zu entdecken.

- Natürlich ist jeder gute Film Kunst. Aber ich will auch meinen Spaß haben. Und ein großes Publikum unterhalten.

(Interview auf artechock.de vom 27. Mai 1999)

## Filmografie (Auswahl)
- 1978: Willst Du meinen schönen Bauchnabel sehen? (Vil du se min smukke navle? )
- 1981: Gummitarzan (Gummi-Tarzan)
- 1983: Schrei des Dornenvogels (Isfugle)
- 1988: Emmas Schatten (Skyggen af Emma)
- 1988: Goldregen (Guldregn)
- 1991: Die Jungen von St. Petri (Drengene Fra Sankt Petri)
- 1993: Die Jagd nach dem magischen Wasserrad (Den korsikanske biskopen)
- 1997: Die Insel in der Vogelstraße (Øen i fuglegaden)
- 1999: Mifune – Dogma III (Mifunes sidste sang)
- 2003: Skagerrak
- 2004: Der Adler – Die Spur des Verbrechens (Ørnen: En krimi-odyssé, Fernsehserie, Folge 9, 10, 21 und 22)
- 2008: Was niemand weiß (Det som ingen ved)
- 2010: Borgen – Gefährliche Seilschaften (Borgen, Fernsehserie, Folge 1 und 2)
- 2013: In der Stunde des Luchses (I lossens time)
- 2016: Follow the Money (Bedrag, Fernsehserie, Folge 9 und 10)
- 2020: Lille sommerfugl